# آساهی-داکه
آساهی-داکه (به لاتین: Asahi-dake) یک منطقهٔ مسکونی در ژاپن است که در هیگاشی‌کاوا، هوکایدو واقع شده‌است. آساهی-داکه ۲٬۲۹۰٫۹ متر بالاتر از سطح دریا واقع شده‌است.